# Acanthocardia spinosa
Espèce
Acanthocardia spinosa est une espèce de mollusques bivalves de la famille des Cardiidae.
Elle vit dans la mer Méditerranée.